# WHOIS
WHOIS ("who is" = "cine e") este un protocol de căutare/răspuns, larg folosit pentru a căuta în baza de date oficială pentru a determina deținătorul unui domeniu, adresă IP sau a unui număr de sistem autonom din internet. Căutările WHOIS se făceau, tradițional, printr-o interfață command line, dar acum există mai multe site-uri web ce oferă moduri mai simple de căutare prin bazele de date. WHOIS rulează pe portul 43, protocolul TCP.

## Scop
Scopul inițial al whois-ului a fost de a oferi administratorilor de sistem posibilitatea de a afla deținătorul unui IP sau website. Azi, el este folosit, în cazul adreselor IP, pentru aflarea țării și orașului din care provine o adresa IP, iar în cazul domeniilor web pentru a oferi informații despre deținătorul unui site. 

## Adrese externe
- The Internet Corporation for Assigned Names and Numbers
- The Internet Assigned Numbers Authority
- RIPE NCC
- Informații domenii web